# William Sterndale Bennett
William Sterndale Bennett (Sheffield, 13 de abril de 1816-Londres, 1 de febrero de 1875) fue un compositor, director de orquesta y pianista inglés del siglo XIX. Se relacionó con importantes músicos, como Mendelssohn o Schumann, cultivando amistad con el círculo de Leipzig en sus viajes a Alemania. Creó la Bach Society el 1849. También fue un reconocido pedagogo de la Royal Academy of Music de Londres a partir de 1866.

## Vida

### Origen e infancia
William Sterndale Bennett provenía de una familia de músicos, tal y como lo fue su abuelo John Bennett (1754-1837), quién se fue a Cambridge el 1792 para entrar como bajo en los coros de King’s College, Trinity College y St John’s College. Robert Bennett, padre de William Sterndale Bennett, devino también corista en estos tres colegios y organista de la parroquia de Sheffield en 1811. Se casó con Elizabeth Donn, y sus tres hijos, entre ellos su único varón, William, se criaron en Sheffield. William Sterndale fue llamado así por un amigo de su padre de Sheffield que había escrito los versos para un conjunto de Seis Canciones que Robert Bennett había compuesto y publicado. La madre de William murió, a la edad de 27 años, el 7 de mayo de 1818, cuando William solo tenía dos años; y aunque Robert Bennett se casó otra vez, murió el 3 de noviembre de 1819. Fue entonces cuando William y sus hermanas se fueron a vivir con sus abuelos en Cambridge.

### Formación en la Royal Academy de Londres (RAM)
William Sterndale Bennett tuvo su primer contacto con la música a los ocho años de edad, al entrar en el coro del King’s College. Dos años más tarde fue admitido en la Royal Academy de Londres, recomendado como niño prodigio por el vicerrector del coro del King’s. William empezó estudiando violín con los maestros Antonio James Oury y Spagnoletti Amati, y piano como instrumento secundario. Más tarde, recibió clases de composición con el maestro William Crotch.
El 6 de septiembre de 1828 ya interpretó un concierto para piano de J.L. Dussek, y cantó también el papel de Cherubino en una producción de estudiantes de Le nozze di Figaro en 1830. Algunas de sus composiciones datan de este precoz periodo compositivo, aunque los examinadores de la Royal le reprochaban no componer una obra más grande y/o más talentosa.

#### El piano
En ese momento, William Sterndale Bennett hizo del piano su instrumento principal. El abril de 1832 terminó su primera sinfonía; y su actividad compositiva se incrementó cuando Cipriani Potter empezó a ser su maestro en composición. Terminó su primer concierto para piano a la edad de 16 años, que fue recibido con éxito, interpretado por primera vez el 28 de noviembre en Cambridge; y más adelante, en un concierto en la Royal el 30 de marzo de 1833. Fue muy exitoso y reconocido por sus maestros, tanto compositor como por sus virtuosas aptitudes pianísticas.
Este primer concierto para piano fue elegido como obra principal en el concierto de verano de la Royal Academy de Londres del 26 de junio, donde fue escuchado por Mendelssohn, quién pidió conocer al compositor después del concierto e invitó a William Sterndale Bennett a visitarlo en Alemania, quién quedó entusiasmado con la propuesta.

#### El joven virtuoso
Los 6 años siguientes fueron un periodo de intensa creatividad compositiva; en realidad, prácticamente su único periodo intenso compositivo. Durante este periodo escribió dos o tres grandes obras orquestales al año, al mismo tiempo que desenvolvía su propio y delicado estilo en sus canciones y piezas cortas para piano. Los primeros 4 años de este periodo continuó recibiendo clases del gran maestro Cipriani Potter, y recibía el apoyo y los ánimos de Mendelssohn, primero mediante cartas y después durante una serie de visitas a Alemania.

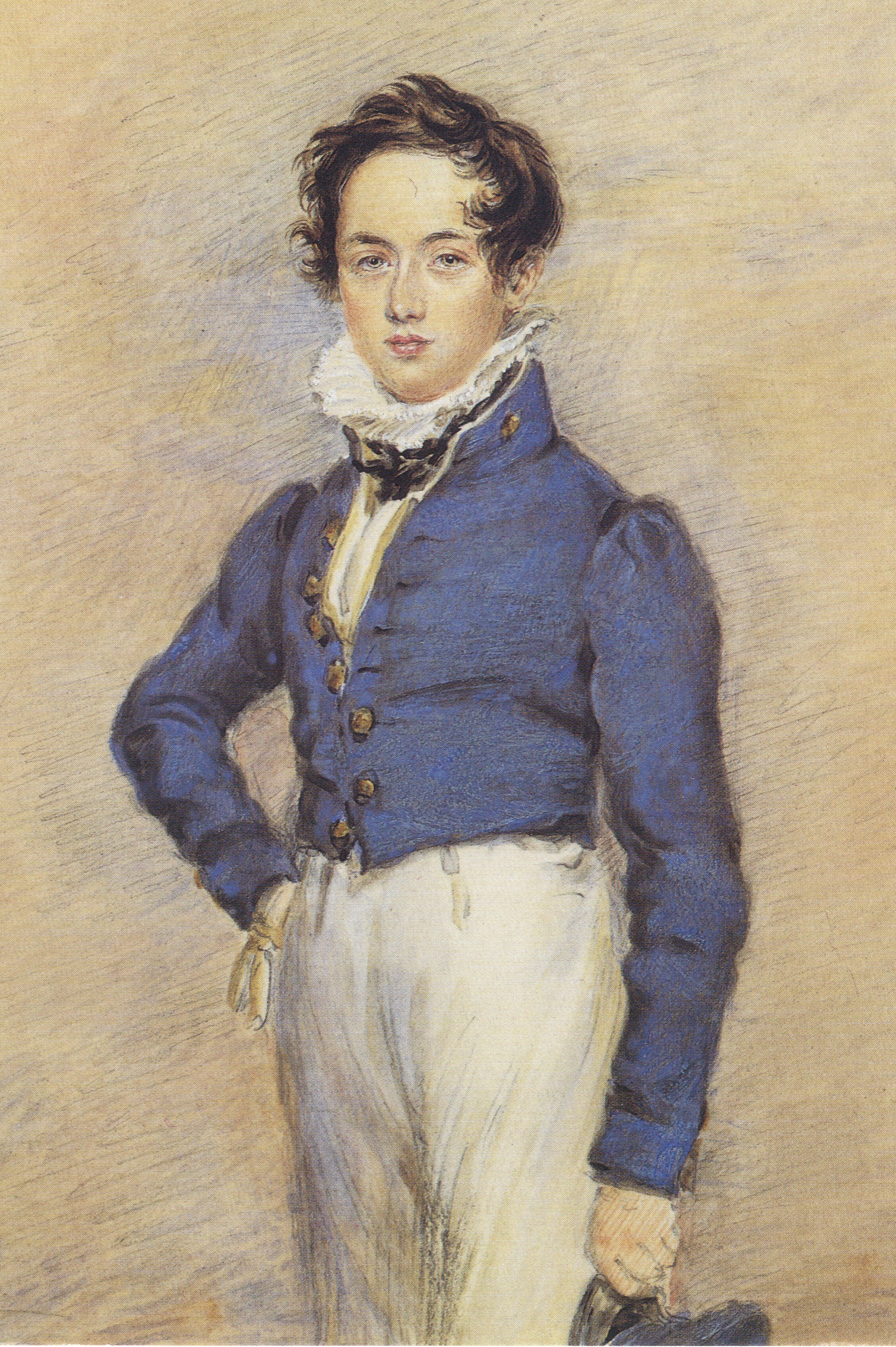
William Sterndale Bennett con 16 años, de James Warren Childe (1832).

El 17 de abril de 1833 fue elegido organista de la capilla St Ann’s de Wandsworth, por 30 guineas al año; pero renunció después de un año en el cargo. Continuó ganando fama como pianista concertista, mientras que, ocasionalmente, tocaba el violín o la viola en la orquesta. Los principales sitios donde interpretaba sus más recientes composiciones eran la Royal Academy, la Society of British Musicians (desde el 1834) y, ocasionalmente, algún concierto que hacía en Cambridge, sitio que continuó visitando antes y después de la muerte de sus abuelos. El 11 de mayo de 1835 hizo su debut en la Philharmonic Society tocando su segundo concierto para piano (tocó su tercer concierto para piano allí la primavera siguiente).
En mayo de 1836, una vez terminado su cuarto concierto para piano (nunca publicado – wo32), se fue con el diplomático Karl Klingemann y James William Davison para asistir a la Niederrheinisches Musikfest en Düsseldorf, donde Mendelssohn dirigía la primera interpretación de su oratorio Paulus el 22 de mayo. Antes de volver a casa, William Sterndale ya había empezado lo que iba a ser su más famosa composición orquestal: la obertura The Naiades. Poco después de su partida, Mendelssohn escribía a Thomas Attwood con gran admiración: “Creo que él es el joven música más prometedor que conozco, no solo en tu país, sino también aquí; y estoy convencido de que si no se convierte en un gran músico, no es la voluntad de Dios, sino la suya”.

### Alemania: Mendelssohn y Schumann
Su formación en la Royal Academy de Londres llegó a su fin en septiembre de 1835, y en octubre empezó una larga estancia en Alemania. Mendelssohn lo recibió en Leipzig el 29 de octubre, y pronto se sintió un aceptado miembro del círculo musical con el cual se relacionaba Mendelssohn. En éste se encontraba Schumann, con quien tuvo una buena y duradera amistad. Por parte de Schumann, la amistad iba ligada a una intensa admiración por el joven músico, que se vio expresada muy pronto en un artículo sobre él en la Neue Zeitschrift für Musik. Schumann, por ejemplo, escribió: «Mientras existan artistas como Sterndale Bennett, todos los miedos por el progreso de nuestro arte en un futuro serán silenciados». El 13 de enero de 1837 Bennett hizo su primera aparición en la Gewandhaus, tocando su tercer concierto para piano. Más adelante, también dirigió allí la obertura The Naiades y la obertura Parisina. La alta reputación que Bennett se ganó en Alemania en esta visita, tanto como pianista como compositor, no solo fue comprobada por la correspondencia de Mendelssohn o los artículos de Schumann, sino también en reportajes de otros periódicos, así como las propuestas que empezó a recibir Bennett de editoriales alemanas.

### Retorno a Inglaterra
William Sterndale Bennett volvió a Londres y empezó su larga carrera como maestro. Empezó con su primer alumno privado el 2 de octubre de 1837, y a dar clases en la Royal Academy de Londres el 18 de octubre; volviendo así a su lugar de origen. Probablemente fue entonces cuando finalizó su fructífero periodo compositivo. Se atribuye el temprano declive de su producción a la cansada y entusiasta tarea que implicaba ser un buen maestro. Sin embargo, Bennett escapó de estas obligaciones en dos ocasiones para dos visitas más a Leipzig: en los inviernos de 1838-1839 y 1841-1842. Fuese cual fuese la causa, en ese periodo empezó a encontrarse con dificultades para finalizar sus composiciones.

#### Matrimonio y fundación de la Bach Society
A finales del año 1841 se comprometió con Mary Wood, una de sus alumnas en la Royal Academy de Londres. Se casaron el 9 de abril de 1844. Empezó entonces su necesidad de trabajar duro como pedagogo para poder conseguir un puesto más asalariado. Fue rechazado en el claustro de profesores de Edimburgo en 1844, pese a la recomendación de Mendelssohn. Continuó tocando en los conciertos de la Filarmónica hasta 1848, cuando la pelea con un compañero provocó su disociación de los asuntos de la sociedad. Sin embargo, desde 1842 hasta 1856, dio una serie de conciertos anuales de música de cámara, primero en su propia casa y luego en las Hannover Square Rooms.
El 1849 fundó la Bach Society y dirigió durante muchos años sus conciertos. El 6 de abril de 1854 dirigió la primera interpretación inglesa de la Pasión según San Mateo. Algunas composiciones datan de este periodo, aunque, básicamente, la vida de Bennett era una combinación de dar algunos conciertos y su vida como maestro, relevado solo en sus vacaciones en Cambridge o Southampton. Fue a partir de 1850 que el reconocimiento debido a sus primeros éxitos compositivos llegó. En 1853 se le ofreció el cargo en la dirección de los conciertos de la Leipzig Gewandhaus de la temporada siguiente, aunque lo rechazó, por motivos que nunca han sido bien explicados.

### Gran pedagogo

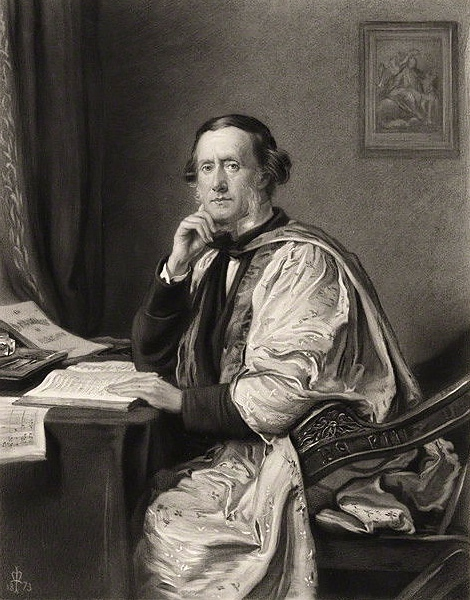
William Sterndale Bennett, de John Everett Millais (1873).

En noviembre de 1855 aceptó el cargo de la dirección de la Philharmonic Society. Y en marzo de 1856 fue elegido (por una mayoría de 149 votos) maestro de música en Cambridge. Estos dos cargos le colocaron en la posición que tanto tiempo había esperado, pero agregaron poco a sus ingresos y no le proporcionaron ningún tiempo libre para componer.
En mayo de 1858, Bennett renunció a su cargo en la Royal Academy en protesta contra el comportamiento prepotente del presidente, Lord Westmoreland (formalmente: Lord Burghersh). El mismo año, William Sterndale Bennett fue escogido para dirigir el Leeds Festival. Produjo una oda (Op.41) para la presentación del duque de Devonshire como canciller de la Universidad en mayo de 1862; su oda para la apertura de la Industrial Exhibition (Op.40) la terminó unas pocas semanas antes.

#### Maestro y condecoraciones
El 22 de junio de 1866 volvió a la Royal Academy de Londres con un cargo que comportaba muchísimas responsabilidades administrativas, así que tuvo que dejar de dirigir los conciertos de la filarmónica al final de la temporada. En 1867 recibió el título honorario en Master de artes de Cambridge, y en 1870 el doctorado en derecho civil por Oxford, así como nombrado caballero el 24 de marzo de 1871. Además, en 1872 se empezó a dar una beca en su honor en la Royal Academy de Londres.
William Sterndale Bennett empezó a ser una prominente y reconocida figura del mundo musical inglés, y conservaba aún honor en Alemania. Pese a la dura combinación de cargos que asumía, el último periodo de su vida tuvo tiempo de volver a componer. Fue el periodo en el que compuso: la obertura The May Queen; las dos odas de 1862 y la obertura Paradise and the Peri el mismo año; la Sinfonía en sol menor (1863-1864); la cantata The Woman of Samaria; la obertura Ajax (terminada en 1872); y la sonata para piano Die Jungfrau von Orleans, terminada en 1873. Probablemente, su escasa producción compositiva no se debió tanto al exceso de trabajo que causó una caída de la creatividad, sino al desaliento y la falta de un fuerte estímulo externo.

#### Últimos años de vida
En los últimos años de su vida, Bennett veraneaba en Eastbourne; continuó dando clases en Londres, y dando allí algún concierto. También visitaba Cambridge dos o tres veces al año. Finalmente, en enero de 1875 cayó enfermo (su mujer ya había muerto el 17 de octubre de 1862).
William Sterndale Bennett murió el 1 de febrero de 1875, y fue enterrado en la Abadía de Westminster el 6 de febrero de 1875. Tuvo, junto a su esposa, a un solo hijo: James Robert Sterndale Bennett (1847-1928) quien escribió una biografía sobre su padre – The Life of William Sterndale Bennett.

## Estilo e influencias
Parece que William Sterndale Bennett mostró y despertó mayor emoción a través de su técnica virtuosa del dominio del piano que de sus composiciones. Su composiciones fueron elogiadas por, entre muchos otros, John Field, Robert y Clara Schumann, Felix Mendelssohn y Ferdinand Hiller. Aun así, muchos han sido los que han intentado definir un cierto estilo en este compositor, aun coincidiendo (la mayoría) en el pensamiento de Bennett como un compositor del siglo XIX, pero no por eso muy romántico, sino claro, conciso y formal, de sencillez pulcra; sigue habiendo disparidades para crear una sola opinión de su personaje y estilo musical.
Charles Villiers Stanford escribió sobre William Sterndale Bennett:
“Mantuvo sus características británicas a lo largo de su vida... Los ingleses se enorgullecen de ocultar sus sentimientos y emociones, y esto se refleja en su canción popular. El Támesis no tiene rápidos ni caídas; se desliza a lo largo de sus bosques en una suave corriente, nunca se seca y nunca se detiene; es el tipo del espíritu del folklorismo inglés ... […] Bennett era un espécimen típico de esta característica inglesa. Era un poeta, pero de la escuela de Wordsworth más que de Byron y Shelley”.
W. B. Squire escribió en 1885: 
“Su sentido de la forma era muy exacto, y su naturaleza refinada tan aborrecía cualquier simple búsqueda de efecto, que su música a veces da la impresión de ser producida bajo control. Raramente, si es que alguna vez, dio rienda suelta a su fantasía desenfrenada; todo está justamente proporcionado, claramente definido y mantenido dentro de los límites que la escrupulosidad de su autocrítica no le permitió sobrepasarlo. Es esto lo que lo hace, como se ha dicho, un compositor tan peculiar: los efectos amplios y los contrastes audaces que admira un público sin educación están ausentes; se necesita una audiencia educada para apreciar al máximo la naturaleza exquisitamente refinada y delicada de su genio”.
Nicholas Temperley, en su libro Lectures on Musical Life – William Sterndale Bennett, sugiere que Bennett, a pesar de su gran admiración por Mendelssohn, tomó a Mozart como su modelo. Pero aparte de esta fuerte influencia de Mendelssohn, las actitudes de Bennett hacia la música de sus contemporáneos continentales fueron cautelosas.

## Obras[1]
(Reseña: U – unfinished, WO- without opus)
Como obras de mayor dimensión y orquestales destacan:
- Sinfonía No.1 en Mi b Mayor  (wo20) – Terminada el 6 de abril de 1832
- Sinfonía No.2 en re menor (wo23) – noviembre de 1832-febrero de 1833
- Sinfonía en sol menor (Op.43) – agosto de 1863-21 de junio de 1864
- Parisina (Op.3) – 20 de marzo de 1835
- The Naiades (Op.15) – mayo-septiembre de 1836
- Paradise and the Peri (fantasía-obertura) (Op.42) – julio de 1862

- Concierto para piano No.1 en re menor (Op.1) – Terminado en 1832
- Concierto para piano No.2 en Mi b Mayor (Op.4) – julio-noviembre 1833
- Adagio en sol menor (wo27) – 24 de septiembre de 1834
- Concierto para piano No.3 en do menor (Op.9) – julio-octubre 1834
- Concierto para piano No.4 en fa menor (Op.19) – julio-septiembre 1838 à 2o movimiento original: revisión de wo37, que se remplazó por la Barcarola del wo32.
- Concert-Stück en la menor (wo48) – 1841-1843 à Revisión e 1848.

De su poca producción de música de cámara:
- Cuartero de cuerda en Sol Mayor (wo17) – 15 de octubre de 1831
- Sexteto en fa # menor  para:  piano, 2 violines, viola, violonchelo y contrabajo (Op.8) – julio-diciembre de 1835

Compuso muchas obras para piano solo, de las cuales destacan:
- Sonata en fa menor (Op.13) – 1836-marzo de 1837
- Sonata Die Jungfrau von Orleans en La b Mayor (Op.46) – 1869-1873

Y de su gran producción de música coral y vocal:
- The May Queen (pastoral, H.F. Chorley) (Op.39) – 8 de septiembre de 1858
- Oda escrita a propósito para la apertura de la International Exhibition, el 1862 (A. Tennyson) (Op.40) – diciembre de 1861-abril de 1862
- The Woman of Samaria (cantata sacra, Bennett) (Op.44) – 1867
- Ajax (Sophocles, traducción: H. Snow) (wo83,u26) à Obertura (1871-1872); marcha funeral coro (agosto de 1873-agosto 1874).
- Varios himnos (acompañados con órgano).
- Come live with me (C. Marlowe), partsong (wo47)
- Seis duetos sacros: Remember now thy creator (rev. himno wo54); Do no evil; An who is he that will harm you; Cast thy bread upon the waters (Op.30) – 1849-1851